# Barakuten
Barakuten (engelska: Bar Rescue) är en amerikansk dokumentärfilmserie som hade premiär på Spike TV den 17 juli 2011 som leds av Jon Taffer med P.J. King som berättarröst skapad av Darrin Reed.

## Programmet
I programmet hjälper Jon Taffer som äger konsultfirman Taffer Dynamics, Inc.  barer och nattklubbar i USA att förbättra sin verksamhet. Baren har ansökt om hjälp via Spike TV:s hemsida.